# دارکوب سوسوزن آمریکای شمالی
دارکوب سوسوزن آمریکای شمالی(نام علمی: Colaptes auratus) نام یک گونه از تیره دارکوب است.